# Galactia
Galactia é um género botânico pertencente à família Fabaceae.